# لهب

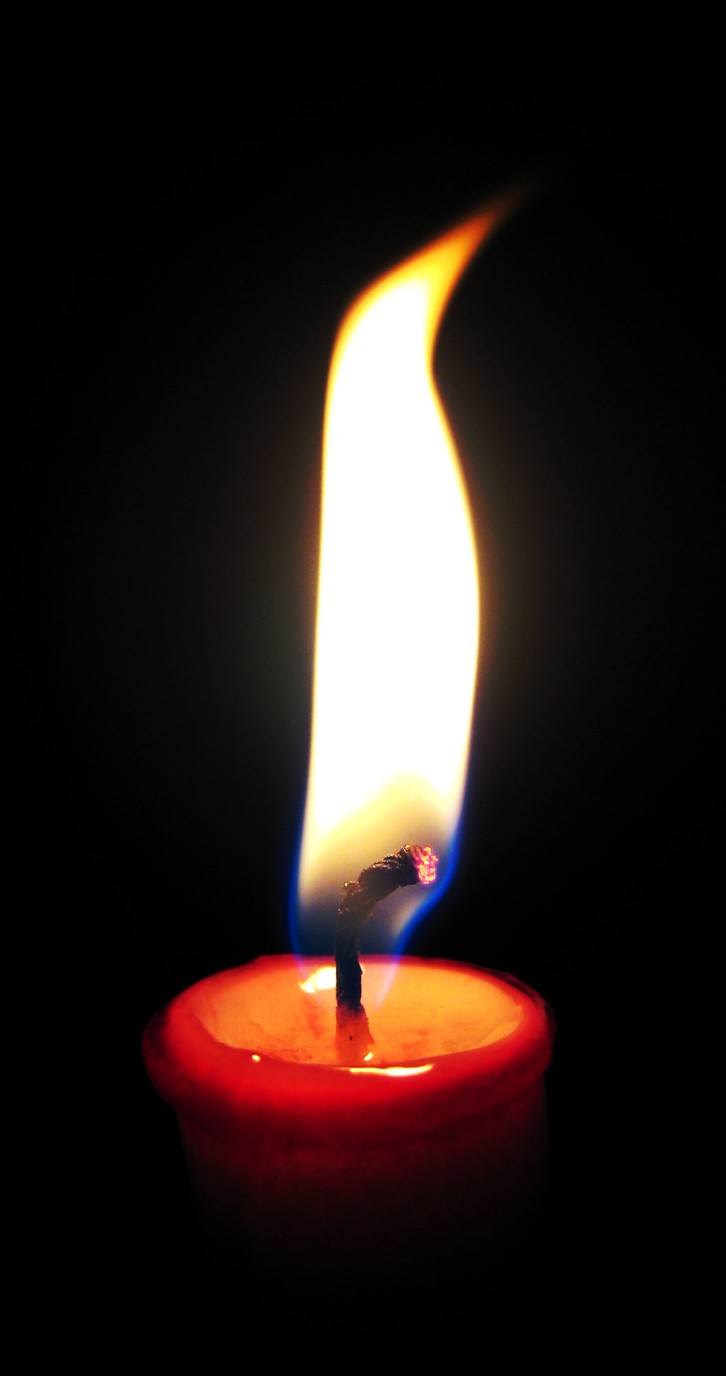
لهب مشتعلا جراء احتراق الشمعة

اَللَّهَبُ هو الجانب الغازي المرئي (الباعث للضوء) من النار. وهو ناتج تفاعل قوي طارد للحرارة (مثال, الاحتراق وتفاعل الأكسدة الذاتي)، وذلك في وسط غازي. وقد تتسبب النار من القوة في تأين المكونات الغازية فتحولها إلى بلازما.

## الميكانيكية

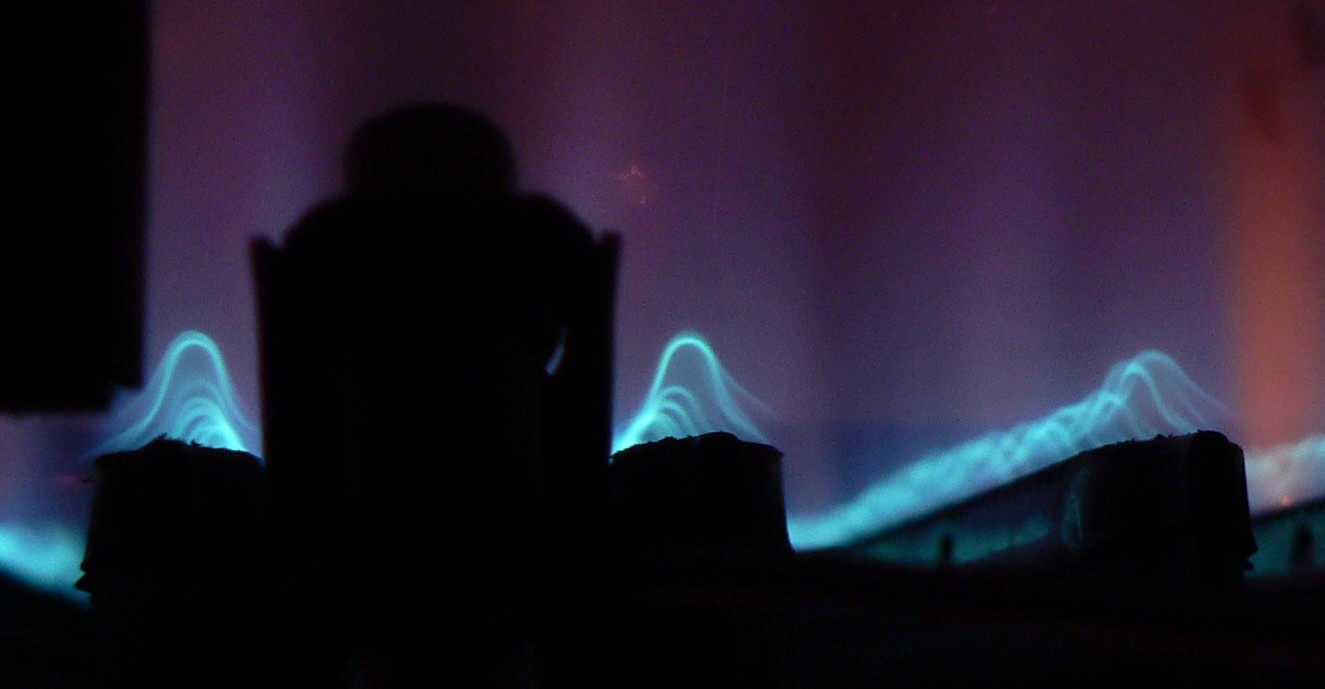
شعلة غاز في غلاية.

يعتمد لون ودرجة حرارة اللهب على نوع الوقود الذي يغذي عملية الاحتراق، مثال على ذلك: عندما نشعل الشمعة فإن الحرارة تجعل جزيئات الشمع التي بالفتيلة تتبخر، وبتلك اللحظة فإنها تتفاعل مع الأكسجين في الهواء مما ينطلق معا حرارة كافية للمراحل التالية لتفاعل طارد الحرارة لتبخير وقود أكثر هنا سيولد لهبا منسجما، فارتفاع درجة حرارة اللهب يسبب تحلل جزيئات الوقود المتبخرة مشكلا نواتج متعددة من عمليات احتراق غير كاملة والأصول الحرة (وهي الجزيئات والالكترونات والذرات). تلك النواتج ستتفاعل مع بعضها البعض ومع العامل المؤكسد. بإمكان طاقة لهب كافية إثارة الإلكترونات مع بعض وسط التفاعل السريع مثل CH و C2 مما ينتج ظهور الضوء المرئي (انظر صورة الطيف المرئي ولاحظ ماهية الأصول الحرة التي تنتج اللون الخاص بها)، وكلما زادت درجة حرارة احتراق اللهب (إذا احتوى اللهب على جسيمات صغيرة من كربون غير محترق أو مواد أخرى) كلما ارتفع معدل طاقة الإشعاع الكهرمغناطيسي المنبعث من اللهب (انظر جسم أسود).
هناك مؤكسدات أخرى غير الأكسجين بإمكانها إنتاج اللهب، فاحتراق الهيدروجين في الكلور ينتج لهب ويطلق غاز كلوريد الهيدروجين (HCl) ناتجا من عملية الاحتراق. هناك مجاميع كيميائية مثل الهيدرازين ورباعي أكسيد النتروجين ذاتية الاشتعال وتستخدم بمحركات الصواريخ. ويمكن استخدام فلوروبوليمر لتغذية الفلور بحيث يكون مؤكسد للوقود المعدني.
الحركة الكيميائية الحاصلة في اللهب هي معقدة للغاية، وعادة ما تحوي عدد كبير من التفاعلات الكيميائية وأنواع من المركبات الوسيطة، ومعظمها من الأصول الحرة. فمثلا: مخطط الحركية الكيميائية المشهور GRI-Mech‏ يستخدم 53 صنف و 325 محفز أولي لوصف احتراق الغاز الحيوي.
هناك عدة طرق لتوزيع المواد المطلوبة للاحتراق إلى اللهب. ففي نظام لهب انتشاري فإن الأكسجين يختلط مع الوقود في وجود اللهب. أما اللهب المختلط فهو اختلاط الأكسجين مع الوقود قبل الوصول إلى اللهب. ويعمل لهب الشمعة (لهب انتشاري) من خلال تبخر الوقود الذي يرتفع في خط انسيابي من الغاز الساخن فيختلط مع الأكسجين المحيط به مما يشعله.

## ألوان اللهب
لون اللهب يعتمد على عدة عوامل الأهم عادة هو إشعاع الجسم المظلم وانبعاث الطيف، مع كل من انبعاث خط الطيف وامتصاصه يأخذ دورا صغير. أشهر نوع من اللهب هو لهب الهيدروكربون أو الفحم, وأهم عامل يحدد لون الشعلة هو الأكسجين المغذي ونطاق أكسجين الوقود(ماقبل الاختلاط) والذي يحدد معدل الاحتراق وأيضا الحرارة وطرق التفاعل، وبذلك ينتج درجات مختلفة من الألوان. بالمختبر وتحت جاذبية طبيعية وبقرب من صمام أكسجين, موقد بنزن يحترق بلهب أصفر(ويسمى شعلة الأمان) بدرجة تعادل 1000مئوي. ستكون وهج من جزيئات التلوث البسيطة جدا الناتجة من الشعلة. عندما نزيد الأكسجين بالشعلة سينتج كمية أقل من السخام المشع للجسم المظلم واحتراق أكثر تكاملا والتفاعل ينتج طاقة كافية لاستثارة وتأين جزيئات الغاز باللهب مما يسبب ظهور الشكل الأزرق، طيف شعلة غاز البوتان (احتراق كامل).

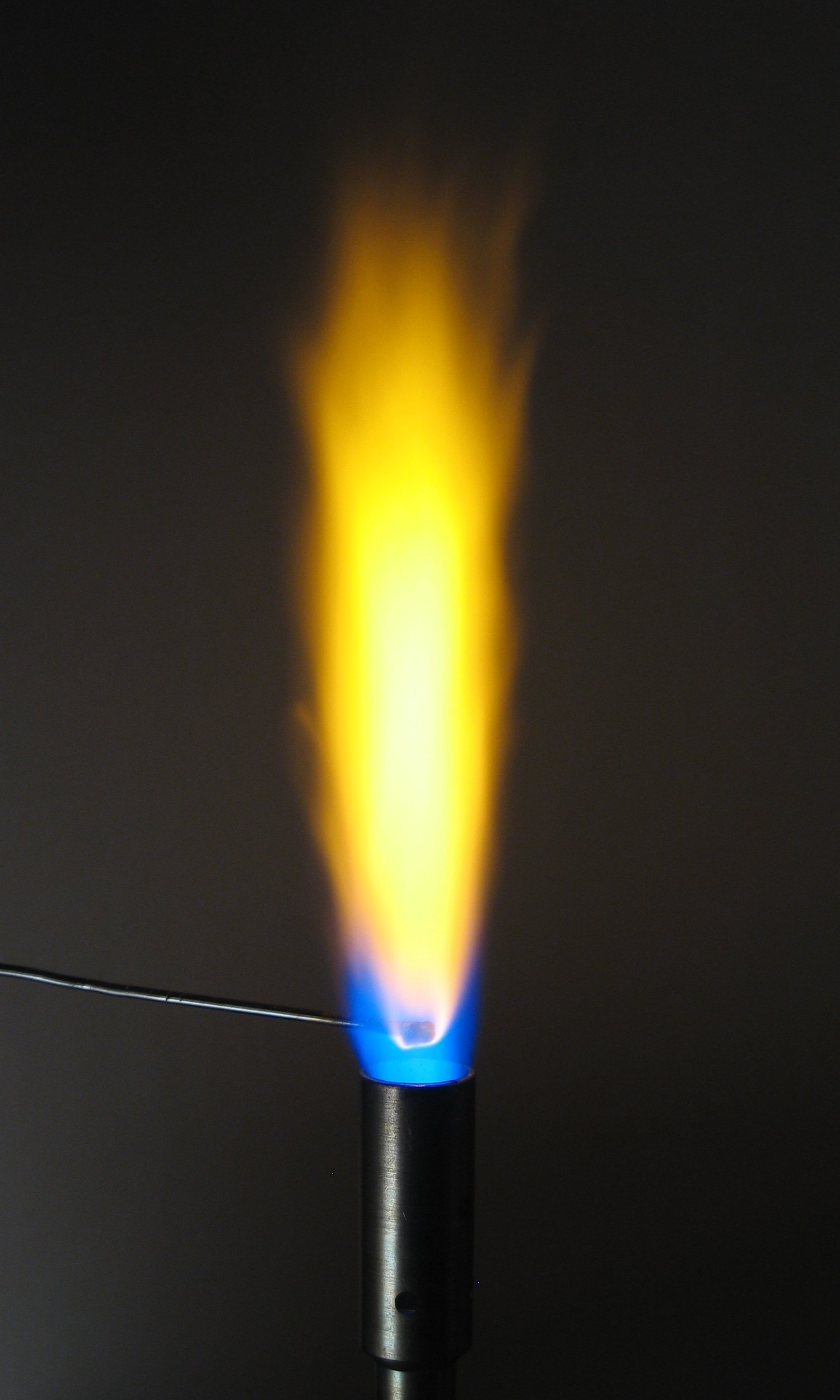
احراق الصوديوم

يظهر اللون الأزرق على اشكال شاقولية مرتفعة خصوصا خلال انبعاث أصول الجزيئات المهيجة بالشعلة، والذي يظهر أكثر الإضاءة (التي أقل من ~565 نانومتر) بالمناطق الأزرق والأخضر بالطيف المرئي. درجة الحرارة بالشعلة عموما مثل شعلة اللحام يكون 1,300 مئوي، والشمعة 1,400 مئوي، أو حتى الأسخن وهو احتراق أكسجين اللحيم 3,000 مئوي. (الصورة تحت) تعطي أشكال مختلفة من شعلات حراق البنزين كل حسب إمداد الأكسجين لها. باليسار مليء بخليط بالوقود ولم يختلط بالأكسجين قبل الاشتعال مما ينتج انتشار فضلات لهب صفراء، وباليمين الضعيف جدا وقد اختلط جيدا بالأكسجين قبل الاحتراق ولا توجد فضلات لهب، ولونه مكون بواسطة الجزيئات الأساسية لانبعاث الحزمة.
بشكل عام أبرد جزء باللهب (في حالة احتراق غير مكتمل) هو اللون الأحمر، متحولا إلى البرتقالي والأصفر والأبيض والحرارة تزداد بوضوح مع التغيير في طيف إشعاع الجسم الأسود.
بالنسبة لمنطقة الشعلة الأقرب إلى الأبيض يكون الجزء الأكثر حرارة، أما الشعلة الزرقاء تنشأ فقط عندما تتناقص كمية اللهب (السخام) والانبعاثات الزرقاء من الجزيئات الأصلية المستثارة تكون المهيمنة..

## أثر انعدام الجاذبية

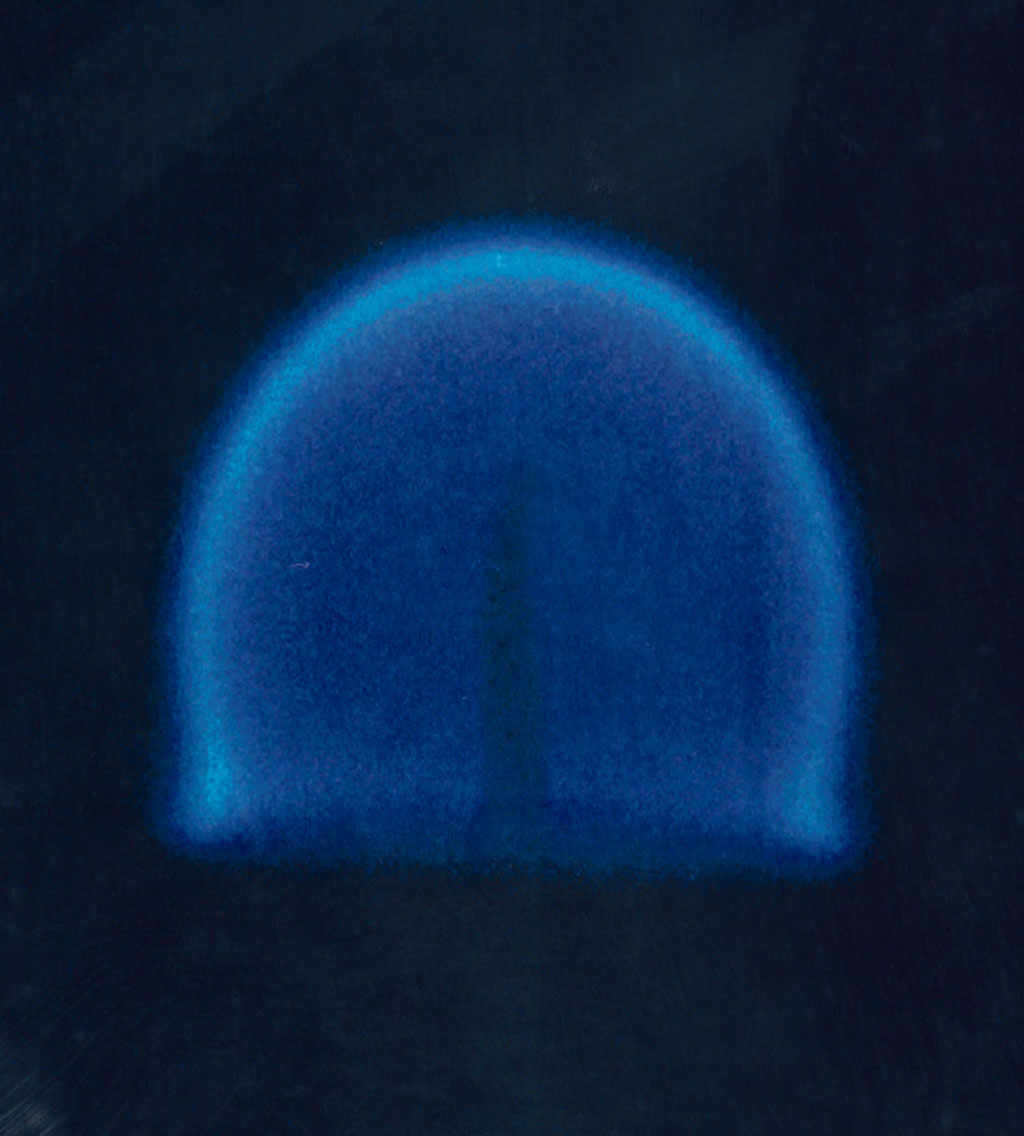
منظر اللهب بحالة انعدام الجاذبية

وكالة ناسا اكتشفت مؤخرا أن الجاذبية تلعب دورا غير مباشر بعملية تشكيل الشعلة والاحتراق. توزيع النار بالشعلة تحت الجاذبية الطبيعية يعتمد على الحمل التصاعدي (انتقال الحرارة رأسيا), ميل السخام أو اللهب يميل باتجاه عمودي على الشعلة (مثال لهب الشموع يكون رأسيا بالحالة الطبيعية) وتكون ذا لون أصفر.. ولكن عند انعدام الجاذبية أو شبه معدومة كما بالفضاء الخارجي لن يكون هناك حمل تصاعدي واللهب سيكون دائريا مع الميل للون الأزرق وذو فاعلية أكبر، هناك تفاسير عديدة لهذا الاختلاف، وأقرب فرضية تقول بأن الحرارة موزعة بشكل كاف بدرجة أن البقايا (اللهب) ليست متكونة وحصول الاحتراق الكامل.
الاختبارات بوكالة ناسا أظهرت بأن الاحتراق بطريقة انتشار اللهب في حالة انعدام الجاذبية تسمح لسخام اللهب بأن يتأكسد بالكامل أكثر من حالة الجاذبية، والسبب هو: سلسلة من التصرفات الميكانيكية بحالة انعدام الجاذبية والتي تختلف عنها بحالة وجود الجاذبية.
هذه الاكتشافات لها استخدامات محتملة بالعلوم التطبيقية والصناعات خاصة ما يتعلق بكفاءة الوقود.

## أنواع اللهب
أنواع لهب اللحام:
- المكربن
- المؤكسد
- المتعادل